# Crim Rocks
Crim Rocks (in lingua cornica An Creeban, "la piccola scogliera") sono un piccolo gruppo di isole disabitate facenti parte delle Isole Scilly, in Inghilterra, Regno Unito.
Crim Rocks sorgono sull'estremità occidentale delle Isole Scilly, e costituiscono la parte più occidentale delle Western Rocks; sono pertanto la parte non abitata più occidentale dell'Inghilterra. Si trovano a circa 2,4 km a nord di Bishop Rock e a circa 0,4 km a sud-ovest di Zantman's Rock. Il loro nome può essere imparentato con la parola crimp del medio gallese, che significa "arrampicarsi", "crinale" oppure "cornice". La parte con maggiore massa delle Crim Rocks è il Peaked Rock. Almeno trenta navi hanno naufragato contro le Crim Rocks.